# Pierre Mariétan
Pierre Mariétan (* 23. September 1935 in Monthey; † 23. März 2025 in Paris) war ein Schweizer Komponist.

## Leben
Mariétan studierte zunächst am Conservatoire de musique de Genève Horn, ferner Instrumentation bei André-François Marescotti sowie Dirigieren bei Samuel Baud-Bovy (1955–1960) und ergänzte seine Dirigierstudien am Conservatorio Benedetto Marcello in Venedig bei Renato Fasano (1958–1960). Anschließend studierte er an der Hochschule für Musik und Tanz Köln Komposition bei Bernd Alois Zimmermann sowie Elektronische Musik bei Gottfried Michael Koenig (1960–1962) und besuchte die Darmstädter Ferienkurse. Gleichzeitig besuchte er in Basel die Kompositionsklassen von Pierre Boulez und Karlheinz Stockhausen. 1963 arbeitete er im elektronischen Studio des Westdeutschen Rundfunks und nahm an den von Stockhausen und Henri Pousseur geleiteten Kölner Kursen für Neue Musik teil.
Seit 1965 lebte Mariétan in Paris, wo er ein Jahr später die „Groupe d'Étude et Réalisation Musicales“ (GERM) gründete. Hier lehrte er an verschiedenen Universitäten, unter anderem an der Pariser Universität I und VIII (1969–1988). Er leitete das Konservatorium in Garges-lès-Gonesse (1972–1977) und gründete 1979 das Laboratoire d’acoustique et musique urbaine (LAMU), das er bis 2000 leitete. Ferner lehrte an der École d’architecture in Paris-La-Villette (1993–2000). Darüber hinaus dozierte Mariétan auch an den Universitäten von Lille, Barcelona, Tokyo, Kyoto, Osaka, San Diego sowie an der École Hautes Études Sociales Paris, den Écoles Nationales Supérieures des Beaux-Arts et d'Architecture in Paris, Besançon und Marseilles und der École Polytechnique de Lausanne.
Im Jahr 1998 gründete er die jährlich stattfindenden Rencontres Architecture-Musique-Ecologie (RAME), die er mehr als 25 Jahre leitete.

## Schaffen
Seine frühesten Werke sind stilistisch durch den Serialismus bestimmt. In den 1960er Jahren entwickelte er Notationstechniken, welche die Improvisation in die klassische Kompositionsschreibweise integrierten, ab den 1970er Jahren setzte er sich zunehmend mit Themen der akustischen Umweltbelastung, der Lärmbelästigung und – in Zusammenarbeit mit namhaften Architekten, Akustikern und Umweltingenieuren – mit wissenschaftlichen und künstlerischen Lösungsansätzen bei Stadtplanungsprojekten auseinander.
In seinen über 300 Werken, in denen Improvisation und Interaktion mit der Klangumgebung eine große Rolle spielen, integrierte er Umweltgeräusche in die Musik. So entstanden neben traditionellen Werken auch Klangskulpturen und -installationen sowie Rundfunkproduktionen, hauptsächlich für Radio France.

## Auszeichnungen
1977 erhielt Mariétan den 3. Förderpreis des Beethovenpreises der Stadt Bonn. 1985 wurde er zum Chevalier der Légion d’Honneur ernannt, 1999 mit dem Kulturpreis des Kantons Wallis ausgezeichnet. Sein Archiv befindet sich im Bestand der Mediathek Wallis.

## Kompositionen (Auswahl)
- Caractères, für Flöte, Viola und Kontrabass (1961)
- Ersatz, für Viola (1961)
- Exposés I–II, für 21 Instrumente (1961)
- Passages I–III, für Viola und Cello (1961)
- Faces I–II, für 18 Instrumente (1961)
- Pièce centrale, für 21 Instrumente (1961)
- Récit suivi de légende, für Sopran, Flöte, Englischhorn, Klarinette, Horn, Harfe, Klavier und Viola (1963–66)
- Minutes, für Kammerorchester (1964)
- Tempéraments (1964–56/1969)
- Systèmes, für Klavier (1968)
- Quatemio I, für Glocken (1970)
- Interfaces, für Streicher und Tonband (1971)
- Milieu et environnement, exécution simultanée de plusieurs pièces pour une ‘musicalisation d’un espace déterminé’ (1971)
- De par ce fait, für Englischhorn, Bassetthorn, 7 Hörner und Tonband (1975)
- Son silence bruit, für einen Musiker (1975)
- D’instant en instant, für drei Gruppen von 8 Instrumenten (1976)
- Rose des vents, musikalisches Sieben-Tage-Happening in städtischer Umgebung (1982)
- Transmusique I à V, für 6 Instrumente und 2 Computer (1986)
- Paysmusique 2, für Streichquartett und Elektronik (1992)
- Bruissant et sonnant, für Flöte und Cembalo (1996)
- Le bruit court, Radio-Musik (1996)

## Schriften
- Mariétan, Pierre. 1970. "Pour une musique à communication orale." VH 101, no.3. Reprinted in Schweizerische Musikzeitung/Revue Musicale Suisse 112 (1972):" 86–89 and in Feedback Papers (Cologne, 1973), no. 5.
- Mariétan, Pierre. 1977.  "Son, silence, bruit." Revue d’esthétique 30.
- Mariétan, Pierre. 1994. “État de situations sonores: Pierre Mariétan redessine l'espace acoustique.” Dissonanz/Dissonance no. 39 (February): 4–7.
- Mariétan, Pierre. 1997. La musique du lieu. Bern: Commission Nationale Suisse pour l'UNESCO.